# Étienne Mathiot
Pour les articles homonymes, voir Mathiot.
Étienne Mathiot, né le 4 février 1909 à Saint-Julien-lès-Montbéliard (Doubs) et mort le 11 août 1993 à Caen est un pasteur de l'Église évangélique luthérienne de France et de la Mission populaire évangélique. Il est résistant pendant la Seconde guerre mondiale, puis militant du Mouvement de la paix. En 1958 il est condamné pour aide au FLN algérien.

## Biographie
Étienne Mathiot naît le 4 février 1909 dans une famille protestante. Son père Charles-Frédéric est pasteur d'une église évangélique à Saint-Julien-lès-Montbéliard, dans la région de la Principauté de Montbéliard marqué par le Luthéranisme depuis la Réforme protestante. Étienne Mathiot est scolarisé au lycée Gérôme de Vesoul, puis étudie de 1928 à 1932 à la Faculté de théologie protestante de Paris et  celle de Strasbourg. De 1933 à 1939 il est pasteur de l'église luthérienne de Vaudoncourt (Vosges). Le 14 avril 1934 il se marie avec Élisabeth Lochard, militante pacifiste.
Pendant la Seconde Guerre mondiale il est pasteur de l'Église réformée de France dans le Temple protestant de Nancy. Il héberge à la maison presbytérale des prisonniers évadés et des résistants recherchés par la Gestapo. A la Libération, il siège un an au Comité départemental de libération.
En 1949 il devient pasteur au temple luthérien Saint-Jean de Belfort. Il adhère au Mouvement de la paix et s'engage pour la décolonisation. Il milite pour la fin de la guerre d'Indochine, l'indépendance du Maroc et de la Tunisie. En novembre 1957 il héberge illégalement chez lui un indépendantiste algérien de la région de Belfort, Salah Laouedj dit « Si Ali », citoyen français qui risquait la torture et l'aide à se réfugier en Suisse. Dénoncé, il est arrêté le  9 décembre 1957, avec Francine Rapiné, militante de la Jeunesse étudiante chrétienne. Les 7 et 9 mars 1958 ils sont jugés au tribunal correctionnel de Besançon, inculpés d'atteinte à la sûreté extérieure de l'État. Témoignent en sa faveur à son procès les théologiens protestants Charles Westphal et Georges Casalis, l'ancien ministre André Philip et le philosophe Paul Ricœur,,.
Le pasteur Etienne Mathiot est libéré au bout de huit mois d'emprisonnement, le 7 juin 1958. De 1959 à 1966 il s'engage à la Fraternité d'Arcueil de la Mission populaire évangélique de France. Il témoigne au procès du prêtre Robert Davezies, militant de l'indépendance algérienne et des causes tiers-mondistes.
De 1966 à 1974 il travaille avec le Service protestant de Mission. De 1974 à 1980, retraité, il est secrétaire de la commission de dialogue avec l'islam de la Fédération française des associations chrétiennes d'étudiants et pasteur intérimaire à Pantin.

## Œuvres
- Étienne Mathiot, L'épée flamboyante, Oullins, Imp. Nouvelle lyonnaise, 1940, 11 p. (SUDOC 147926130)
- Jean-Pierre Bagot, André Mandouze et Étienne Mathiot, Traces de Dieu : Introduction et présentation des textes par Jean Pierre Bagot, André Mandouze, Étienne Mathiot, Paris, Éditions du Cerf, 1975, 124 p. (SUDOC 000076171)